# Gran Premio de Francia de Motociclismo de 2011
El Gran Premio de Francia de Motociclismo de 2011 (oficialmente: Monster Energy Grand Prix de France) fue la cuarta prueba del Campeonato del Mundo de Motociclismo de 2011. Tuvo lugar en el fin de semana del 13 al 15 de mayo en el Circuito Bugatti, situado a 5 km de la localidad de Le Mans (Sarthe), en los Países del Loira, Francia.
La carrera de MotoGP fue ganada por Casey Stoner, seguido de Andrea Dovizioso y Valentino Rossi. Marc Márquez ganó la prueba de Moto2, por delante de Yuki Takahashi y Stefan Bradl. La carrera de 125cc fue ganada por Maverick Viñales, Nicolás Terol fue segundo y Efrén Vázquez tercero.

## Resultados

### Resultados MotoGP
| Pos.    | N.º | Piloto           | Constructor | Vueltas | Tiempo    | Parrilla | Pts. |
| ------- | --- | ---------------- | ----------- | ------- | --------- | -------- | ---- |
| 1       | 27  | Casey Stoner     | Honda       | 28      | 44:03.955 | 1        | 25   |
| 2       | 4   | Andrea Dovizioso | Honda       | 28      | +14.214   | 3        | 20   |
| 3       | 46  | Valentino Rossi  | Ducati      | 28      | +14.564   | 9        | 16   |
| 4       | 1   | Jorge Lorenzo    | Yamaha      | 28      | +21.075   | 5        | 13   |
| 5       | 58  | Marco Simoncelli | Honda       | 28      | +31.245   | 2        | 11   |
| 6       | 11  | Ben Spies        | Yamaha      | 28      | +31.609   | 8        | 10   |
| 7       | 69  | Nicky Hayden     | Ducati      | 28      | +35.566   | 10       | 9    |
| 8       | 7   | Hiroshi Aoyama   | Honda       | 28      | +51.502   | 13       | 8    |
| 9       | 8   | Héctor Barberá   | Ducati      | 28      | +1:03.731 | 14       | 7    |
| 10      | 17  | Karel Abraham    | Ducati      | 28      | +1:03.885 | 16       | 6    |
| 11      | 24  | Toni Elías       | Honda       | 28      | +1:04.068 | 17       | 5    |
| 12      | 19  | Álvaro Bautista  | Suzuki      | 28      | +1:04.192 | 12       | 4    |
| 13      | 5   | Colin Edwards    | Yamaha      | 26      | +2 vuelta | 7        | 3    |
| Ret     | 65  | Loris Capirossi  | Ducati      | 21      | Caída     | 15       |      |
| Ret     | 26  | Dani Pedrosa     | Honda       | 17      | Caída     | 4        |      |
| Ret     | 35  | Cal Crutchlow    | Yamaha      | 6       | Retirado  | 6        |      |
| Ret     | 14  | Randy de Puniet  | Ducati      | 1       | Caída     | 11       |      |
| Fuente: |     |                  |             |         |           |          |      |

### Resultados Moto2
| Pos.    | N.º | Piloto              | Constructor | Vueltas | Tiempo    | Parrilla | Pts. |
| ------- | --- | ------------------- | ----------- | ------- | --------- | -------- | ---- |
| 1       | 93  | Marc Márquez        | Suter       | 26      | 43:03.308 | 6        | 25   |
| 2       | 72  | Yuki Takahashi      | Moriwaki    | 26      | +1.982    | 3        | 20   |
| 3       | 65  | Stefan Bradl        | Kalex       | 26      | +2.237    | 1        | 16   |
| 4       | 60  | Julián Simón        | Suter       | 26      | +2.349    | 9        | 13   |
| 5       | 12  | Thomas Lüthi        | Suter       | 26      | +2.609    | 2        | 11   |
| 6       | 40  | Aleix Espargaró     | Pons Kalex  | 26      | +12.295   | 4        | 10   |
| 7       | 3   | Simone Corsi        | FTR         | 26      | +18.739   | 7        | 9    |
| 8       | 77  | Dominique Aegerter  | Suter       | 26      | +18.918   | 10       | 8    |
| 9       | 38  | Bradley Smith       | Tech 3      | 26      | +20.408   | 17       | 7    |
| 10      | 15  | Alex de Angelis     | MotoBi      | 26      | +20.566   | 12       | 6    |
| 11      | 16  | Jules Cluzel        | Suter       | 26      | +23.225   | 11       | 5    |
| 12      | 4   | Randy Krummenacher  | Kalex       | 26      | +23.359   | 16       | 4    |
| 13      | 44  | Pol Espargaró       | FTR         | 26      | +23.676   | 19       | 3    |
| 14      | 51  | Michele Pirro       | Moriwaki    | 26      | +24.756   | 13       | 2    |
| 15      | 76  | Max Neukirchner     | MZ-RE Honda | 26      | +25.063   | 20       | 1    |
| 16      | 45  | Scott Redding       | Suter       | 26      | +29.587   | 5        |      |
| 17      | 9   | Kenny Noyes         | FTR         | 26      | +32.803   | 34       |      |
| 18      | 19  | Xavier Siméon       | Tech 3      | 26      | +32.997   | 31       |      |
| 19      | 35  | Raffaele de Rosa    | Moriwaki    | 26      | +33.273   | 21       |      |
| 20      | 68  | Yonny Hernández     | FTR         | 26      | +34.837   | 30       |      |
| 21      | 34  | Esteve Rabat        | FTR         | 26      | +35.765   | 22       |      |
| 22      | 71  | Claudio Corti       | Suter       | 26      | +41.502   | 28       |      |
| 23      | 75  | Mattia Pasini       | FTR         | 26      | +49.702   | 15       |      |
| 24      | 14  | Ratthapark Wilairot | FTR         | 26      | +50.198   | 18       |      |
| 25      | 13  | Anthony West        | MZ-RE Honda | 26      | +50.789   | 33       |      |
| 26      | 54  | Kenan Sofuoğlu      | Suter       | 26      | +51.362   | 25       |      |
| 27      | 49  | Kev Coghlan         | FTR         | 26      | +51.471   | 35       |      |
| 28      | 53  | Valentin Debise     | FTR         | 26      | +1:01.904 | 37       |      |
| 29      | 21  | Javier Forés        | Suter       | 26      | +1:14.039 | 24       |      |
| 30      | 39  | Robertino Pietri    | Suter       | 26      | +1:14.338 | 32       |      |
| 31      | 95  | Mashel Al Naimi     | Moriwaki    | 26      | +1:28.827 | 39       |      |
| 32      | 8   | Alex Cudlin         | Moriwaki    | 26      | +1:29.889 | 38       |      |
| Ret     | 63  | Mike Di Meglio      | Tech 3      | 24      | Retirado  | 27       |      |
| Ret     | 80  | Axel Pons           | Pons Kalex  | 23      | Retirado  | 14       |      |
| Ret     | 88  | Ricard Cardús       | Moriwaki    | 19      | Retirado  | 29       |      |
| Ret     | 97  | Steven Odendaal     | Suter       | 14      | Retirado  | 40       |      |
| Ret     | 25  | Alex Baldolini      | Suter       | 11      | Retirado  | 26       |      |
| Ret     | 36  | Mika Kallio         | Suter       | 4       | Retirado  | 23       |      |
| Ret     | 29  | Andrea Iannone      | Suter       | 0       | Caída     | 8        |      |
| Ret     | 64  | Santiago Hernández  | FTR         | 0       | Caída     | 36       |      |
| Fuente: |     |                     |             |         |           |          |      |

### Resultados 125cc
| Pos.    | N.º | Piloto              | Constructor | Vueltas | Tiempo    | Parrilla | Pts. |
| ------- | --- | ------------------- | ----------- | ------- | --------- | -------- | ---- |
| 1       | 25  | Maverick Viñales    | Aprilia     | 24      | 42:00.505 | 3        | 25   |
| 2       | 18  | Nicolás Terol       | Aprilia     | 24      | +0.048    | 1        | 20   |
| 3       | 7   | Efrén Vázquez       | Derbi       | 24      | +6.836    | 9        | 16   |
| 4       | 55  | Héctor Faubel       | Aprilia     | 24      | +8.298    | 2        | 13   |
| 5       | 5   | Johann Zarco        | Derbi       | 24      | +8.590    | 6        | 11   |
| 6       | 94  | Jonas Folger        | Aprilia     | 24      | +10.236   | 5        | 10   |
| 7       | 11  | Sandro Cortese      | Aprilia     | 24      | +10.667   | 4        | 9    |
| 8       | 33  | Sergio Gadea        | Aprilia     | 24      | +15.642   | 8        | 8    |
| 9       | 44  | Miguel Oliveira     | Aprilia     | 24      | +22.838   | 12       | 7    |
| 10      | 39  | Luis Salom          | Aprilia     | 24      | +30.901   | 10       | 6    |
| 11      | 23  | Alberto Moncayo     | Aprilia     | 24      | +33.796   | 15       | 5    |
| 12      | 15  | Simone Grotzkyj     | Aprilia     | 24      | +34.413   | 11       | 4    |
| 13      | 96  | Louis Rossi         | Aprilia     | 24      | +34.696   | 17       | 3    |
| 14      | 26  | Adrián Martín       | Aprilia     | 24      | +41.236   | 7        | 2    |
| 15      | 10  | Alexis Masbou       | Aprilia     | 24      | +56.943   | 19       | 1    |
| 16      | 76  | Hiroki Ono          | KTM         | 24      | +57.409   | 23       |      |
| 17      | 52  | Danny Kent          | Aprilia     | 24      | +57.763   | 18       |      |
| 18      | 53  | Jasper Iwema        | Aprilia     | 24      | +57.823   | 16       |      |
| 19      | 63  | Zulfahmi Khairuddin | Derbi       | 24      | +57.884   | 13       |      |
| 20      | 3   | Luigi Morciano      | Aprilia     | 24      | +1:02.089 | 21       |      |
| 21      | 84  | Jakub Kornfeil      | Aprilia     | 24      | +1:02.713 | 14       |      |
| 22      | 17  | Taylor Mackenzie    | Aprilia     | 24      | +1:25.418 | 26       |      |
| 23      | 30  | Giulian Pedone      | Aprilia     | 24      | +1:42.498 | 28       |      |
| 24      | 43  | Francesco Mauriello | Aprilia     | 24      | +1:43.885 | 25       |      |
| 25      | 56  | Péter Sebestyén     | KTM         | 24      | +1:44.903 | 29       |      |
| 26      | 19  | Alessandro Tonucci  | Aprilia     | 24      | +1:45.356 | 31       |      |
| 27      | 91  | Kevin Szalai        | Aprilia     | 23      | +1 vuelta | 30       |      |
| 28      | 92  | Kevin Thobois       | Aprilia     | 23      | +1 vuelta | 33       |      |
| Ret     | 36  | Joan Perelló        | Aprilia     | 20      | Retirado  | 32       |      |
| Ret     | 99  | Danny Webb          | Mahindra    | 17      | Retirado  | 20       |      |
| Ret     | 77  | Marcel Schrötter    | Mahindra    | 17      | Retirado  | 24       |      |
| Ret     | 21  | Harry Stafford      | Aprilia     | 13      | Retirado  | 22       |      |
| Ret     | 31  | Niklas Ajo          | Aprilia     | 3       | Caída     | 27       |      |
| Fuente: |     |                     |             |         |           |          |      |

Notas:
- Primera victoria de Maverick Viñales en 125cc y de su carrera deportiva.
- Primera victoria de la temporada distinta de Nico Terol.
- Victoria más joven de un español